# Inđija (općina)
Općina Inđija nalazi se u Srijemu, južnom dijelu Vojvodine, 30 km jugoistočno od Novog Sada i 40 km sjeverozapadno od Beograda. Sastoji se od 11 mjesnih zajednica a središte općine je grad Inđija.
Prema popisu stanovništva iz 2002. godine, općina Inđija ima 49.510 stanovnika i pokriva područje od 384 km².

## Naseljena mjesta
Osim grada Inđije, na teritoriju općine se nalaze sljedeća sela:
- Beška
- Jarkovci
- Krčedin
- Ljukovo
- Maradik
- Novi Karlovci
- Novi Slankamen
- Slankamenački Vinogradi
- Stari Slankamen
- Čortanovci.

## Etnička struktura
- Srbi (84,87%)
- Hrvati (3,83%)
- Jugoslaveni (1,95%)
- Mađari (1,93%)
- ostali.

Sva naseljena mjesta u općini imaju srpsko većinsko stanovništvo osim Slankamenačkih Vinograda, koji imaju slovačko.

## Gospodarstvo
Privredne grane koje prevladavaju u općini su poljoprivreda i prehrambena industrija, kao i trgovina i građevinarstvo. Tijekom posljednjih godina u mjestu Inđiji znatan je priljev stranih investicija. Postoje bogata nalazišta podzemnih termalnih i ljekovitih voda. Poznata banja u Starom Slankamenu. Lovni i ribolovni turizam.

## Turizam
Turistička ponuda općine Inđija je veoma raznovrsna. Na teritoriju Inđije postoje dobri uvjeti za lov na sitnu divljač. Priobalje Dunava i okolne šume su pogodne za lov na divlje patke, divlje guske, divlje svinje i srneću divljač, a brežuljkasti i ravničarski tereni su dobri za lov na fazane divljači i zeca. Dunav (Beška, Krčedin, Stari Slankamen) i jezera kod Maradika i Jarkovaca pružaju mogućnosti za ribolov.

## Vanjske poveznice
- www.indjija.net